# Julian (Hatała)
Julian, imię świeckie Petro Petrowycz Hatała (ur. 29 marca 1980 w Łowczycach) – biskup Kościoła Prawosławnego Ukrainy (do 2018 Ukraińskiego Kościoła Prawosławnego Patriarchatu Kijowskiego).

## Życiorys
10 września 2000 wyświęcony został na kapłana. 19 lutego 2012 otrzymał chirotonię biskupią (został ordynariuszem eparchii kołomyjskiej, z tytułem biskupa kołomyjskiego i kosowskiego).